# Schloss Annaburg

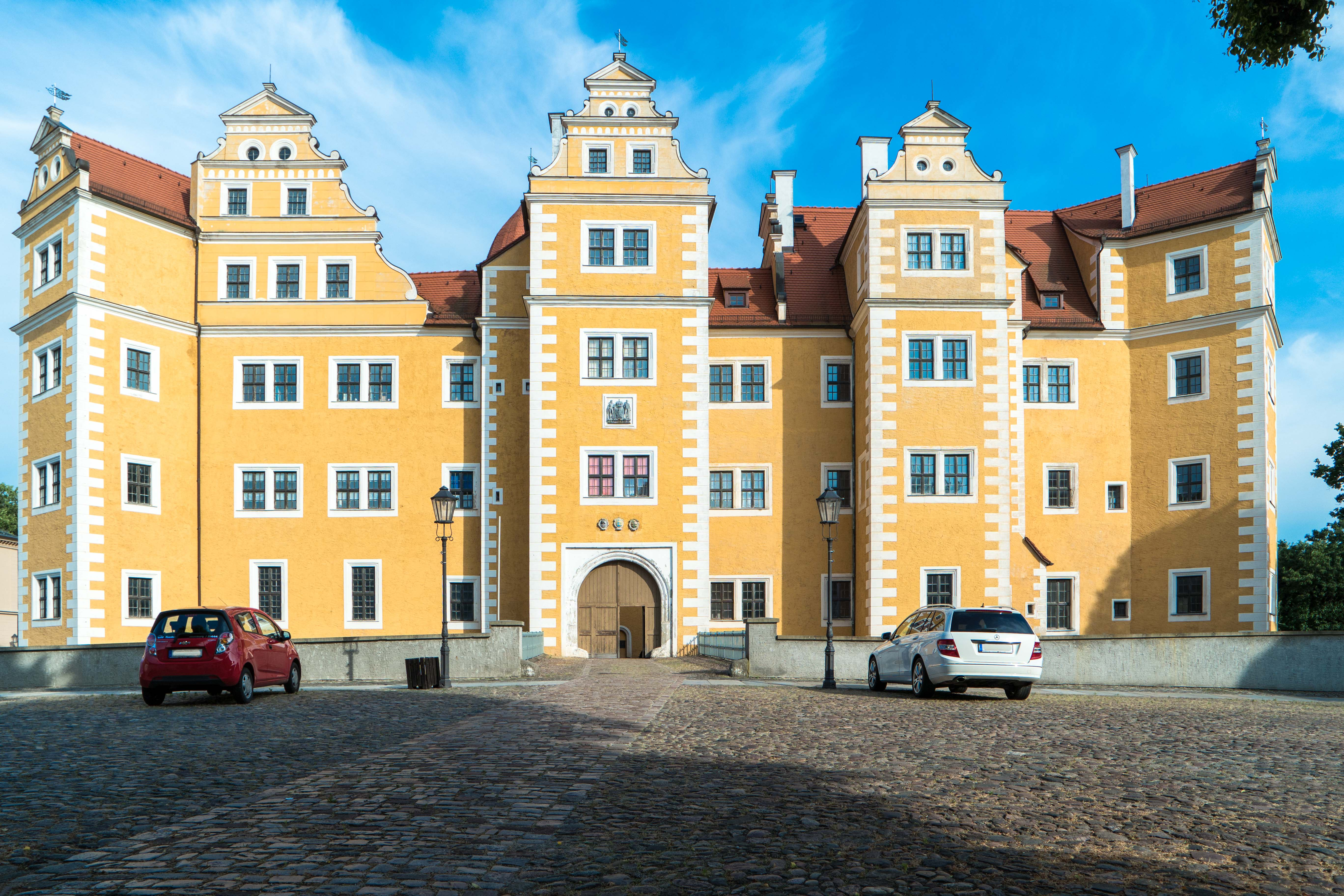
Das Hinterschloss

Das Schloss Annaburg ist ein im 16. Jahrhundert erbautes Renaissanceschloss in Annaburg (Sachsen-Anhalt) und war Jagdsitz der Kurfürsten von Sachsen.

## Geschichte
Kurfürst Friedrich III. von Sachsen, genannt der Weise, ließ das Schloss an Stelle einer älteren Burg unter dem Namen Lochau errichten und nutzte es ab etwa 1500 als Jagdschloss und villenartiges Refugium mit aufwändigem Garten. Die Anlage ergänzte mit diesen Funktionen das nahe gelegene Residenzschloss in Torgau. Friedrich verstarb in der Lochau 1525.
Kurfürst August I. von Sachsen ließ das Schloss Friedrichs des Weisen 1571 abreißen, um von 1572 bis 1575 an gleicher Stelle einen als Residenz- und Jagdschloss sowie als Witwensitz für seine Gemahlin Anna geplanten Bau zu errichten. Das Material für den Neubau wurde zum Teil aus den abgebrochenen Schlössern Schweinitz und Prettin gewonnen. Die Anlage gilt als eines der Hauptwerke der Schlossbaukunst der Sächsischen Renaissance. Während des Dreißigjährigen Krieges wurde das Schloss mehrfach geplündert.

## Nutzung

### Kurfürstin Anna von Sachsen und ihr Schloss

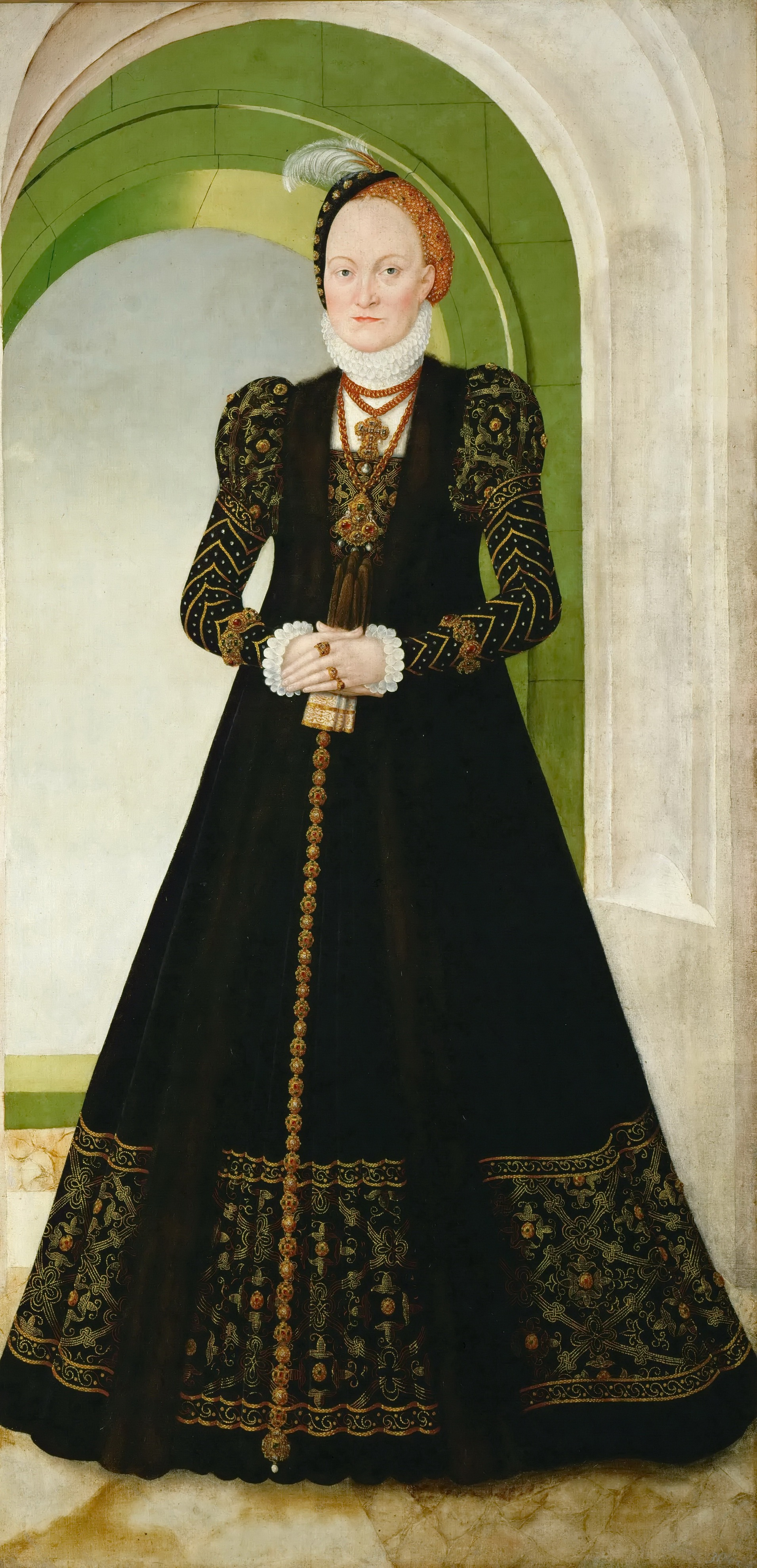
Kurfürstin Anna von Sachsen, Prinzessin von Dänemark (1532–1585)

Kurfürstin Anna, Ehefrau Augusts I. von Sachsen und Namensgeberin der Stadt Annaburg, residierte im neu gebauten Schloss Lochau (später Annaburg), betrieb ein Destillierhaus und beschäftigte sich mit der Herstellung von Medizin, Obst- und Kräuteranbau, Aquavitherstellung und Kochkunst. Schloss Annaburg beherbergte die erste sächsische Hofapotheke. In der Zeit von 25. April 1762 bis 31. März 1921 wurden die Gebäude als Militärschule für Waisenknaben von zuerst königlich-sächsischen und anschließend ab 6. Juni 1815 preußischen Militärs genutzt. Aus dieser Zeit stammen auch die Gebäude des Speisesaals (1886) und das Stabsgebäude (1876).
1874 wurde die sich im Hinterschloss befindende, drei Stockwerke umfassende Schlosskirche aufgelöst und an ihrer Stelle eine Bibliothek eingerichtet. Ob die Orgel von Georg Kretschmar aus Dresden, der sie im Jahr 1800 in die Schlosskirche einbaute, dabei erhalten blieb oder ausgebaut wurde, ist unklar. Bereits 1574 ließ Kurfürst August I. seine Bibliothek vom Dresdner Schloss nach Schloss Annaburg verlagern, wo sie bis zu seinem Tod 1586 verblieb. Sein Sohn und Nachfolger Christian I. ließ die Büchersammlung nach dem Tod seines Vaters zurück nach Dresden bringen.
Der Betsaal, Nachfolger der Schlosskirche, entstand 1886 als Umnutzung des alten, 1877 gebauten Speisesaals. Er wurde im Zuge des Umbaus mit einer zweimanualigen, zwölfregistrigen Orgel von Conrad Geißler aus Eilenburg ausgestattet und anschließend bis 1943 sakral genutzt.

### Heutige Nutzung
Das gesamte Vorderschloss ist heute mit modernen Wohnungen belegt. Das Hinterschloss ist weitgehend ungenutzt, lediglich ein kleines Museum sowie zwei belegte Wohnungen sind vorhanden. Der Stadtrat hat im November 2021 eine Wiederbelebung des Hinterschlosses als Kultur- und Veranstaltungszentrum beschlossen. Zudem soll die Verwaltung der Einheitsgemeinde im Gebäude zusammengefasst werden. Außerdem finden auf dem Gelände des Schlosses regelmäßige Veranstaltungen statt, z. B. jedes Jahr im Juni das Annaburger Schloss- und Heimatfest.
Der Betsaal wurde nach Ende des Zweiten Weltkrieges als Getreidelager genutzt, die sakrale Ausstattung ging zum Teil verloren. Bis 1990 war er Produktionshalle für wechselnde Betriebe. Von 1994 bis 1996 wurde die Außenhülle instand gesetzt. Der Bürgerschützenverein Annaburg nutzte darauf den Saal zeitweise in den Wintermonaten, um Bogenschießen in der Halle zu trainieren. Es ist langfristig geplant, das Gebäude als Veranstaltungsort herzurichten.

#### Museum
Das heutige Museum im Hinterschloss gibt Auskunft über die Entwicklung des Schlosses, die Bau- und Nutzungsgeschichte mit den für Annaburg wichtigen Personen Friedrich der Weise, Kurfürst August I. von Sachsen und Kurfürstin Anna von Dänemark, die Nutzung als Militär-Knaben-Erziehungs-Institut in der Zeit von 1762 bis 1921 sowie die kurfürstliche Jagd in der Lochauer bzw. Annaburger Heide. Einen weiteren Schwerpunkt bildet die Bedeutung der guterhaltenen Fladerdecke, eine der ersten „Tapeten“ Europas, die 1987 vom Verein für Heimatgeschichte und Denkmalpflege freigelegt wurde.

## Beschreibung
Die Schlossanlage teilt sich in zwei stilistisch vollkommen eigenständige Bauwerke, nämlich das Vorderschloss und das Hinterschloss, sowie in weitere für die jeweilige Nutzung konzipierte Nebengebäude.

### Vorderschloss
Das Vorderschloss besteht aus einer dreiflügligen Anlage von verputzten Backsteinbauten mit hohen Mansardwalmdächern und rundbogigen Pforten. Die Gebäude wurden in der Zeit zwischen 1780 und 1786 stark verändert. Im Westflügel befindet sich ein dreigeschossiger, zweiachsiger Mittelrisalit mit Toreinfahrt und einem achteckigen Turm mit Haube und Laterne.  Vor der Zufahrt befinden sich zwei schwere Polygonpfeiler. Drei halbrund hervortretende Türme befinden sich an der Außenseite des Flügels in Richtung Markt, ein Rundturm an der Nordwestecke. Umbauarbeiten zum Ende des 18. Jahrhunderts wurden durch die Baumeister von Schindler und von Langen sowie Hofzimmermeister Christian Gottlob Reuß ausgeführt, und veränderten die ursprünglich wesentlich schlichter ausgeführten Gebäudeteile.

### Hinterschloss
Die Dreiflügelanlage mit einem verbindenden Galeriebau besteht aus einem Küchenhaus im Südosten, dem Torhaus im Nordwesten und dem Großen Haus im Nordosten. Der Bau in diesen Formen ist für die Schlossbauten unter Kurfürst August von Sachsen charakteristisch. Im Hof der dreigeschossigen Anlage befindet sich ein Treppenturm mit Reiterstiege aus dem Jahr 1585. Auf der gegenüber liegenden Seite des Hofes ein gedeckter Gang, welcher als zweigeschossige Loggia ausgeführt ist. Im Obergeschoss des Küchenhauses befinden sich Holzbalkendecken mit Fladern. Mit toskanischen Säulen und Deckenfladern ist die ehemalige Hofstube im Erdgeschoss des Großen Hauses versehen. Eine ehemals vorhandene Kapelle im Großen Haus wurde bei Umbauarbeiten im Jahr 1874 zerstört. An der Ausstattung der Gebäude waren unter anderem Lucas Cranach der Jüngere, Hans Schroer und Caspar Perzsch beteiligt.

### Nebengebäude
Als zum Schloss zugehörige Gebäude gelten:
- Die ehemalige Kaserne, ein schlossartiger Neorenaissancebau aus den Jahren 1880/1881
- Das Alte Lazarett wurde 1780 durch von Schindler errichtet und ist ein spätbarocker verputzter Fachwerkbau mit einem massiven Erdgeschoss.
- Das ehemalige Jägerhaus, die spätere Oberförsterei Tiergarten
- Das ehemalige Gestüt
- Das ehemalige Amtshaus wurde nach einem Brand des Vorgängerbaus 1578 für die Verwaltung des seit 1429 bestehenden kursächsischen Amt Annaburg errichtet.

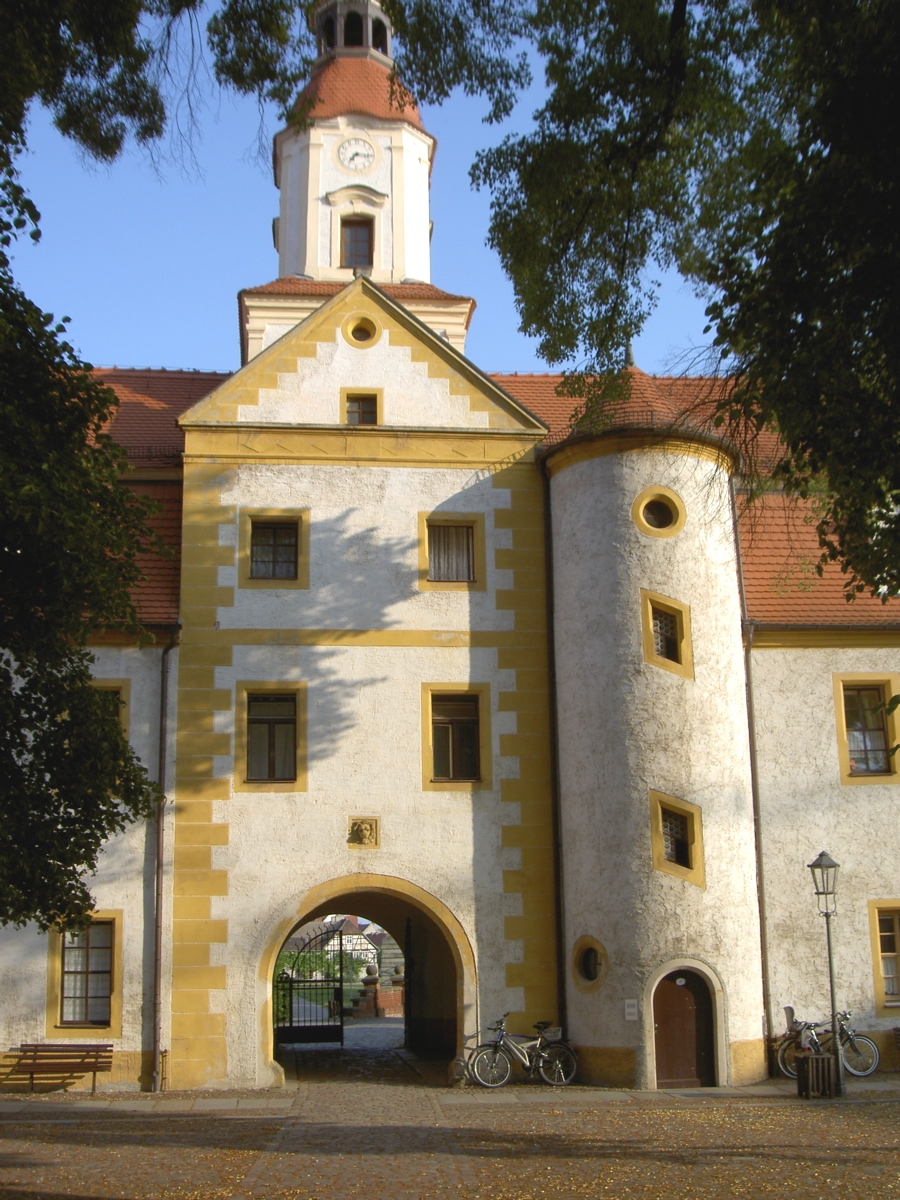
Eingang zum Vorderschloss
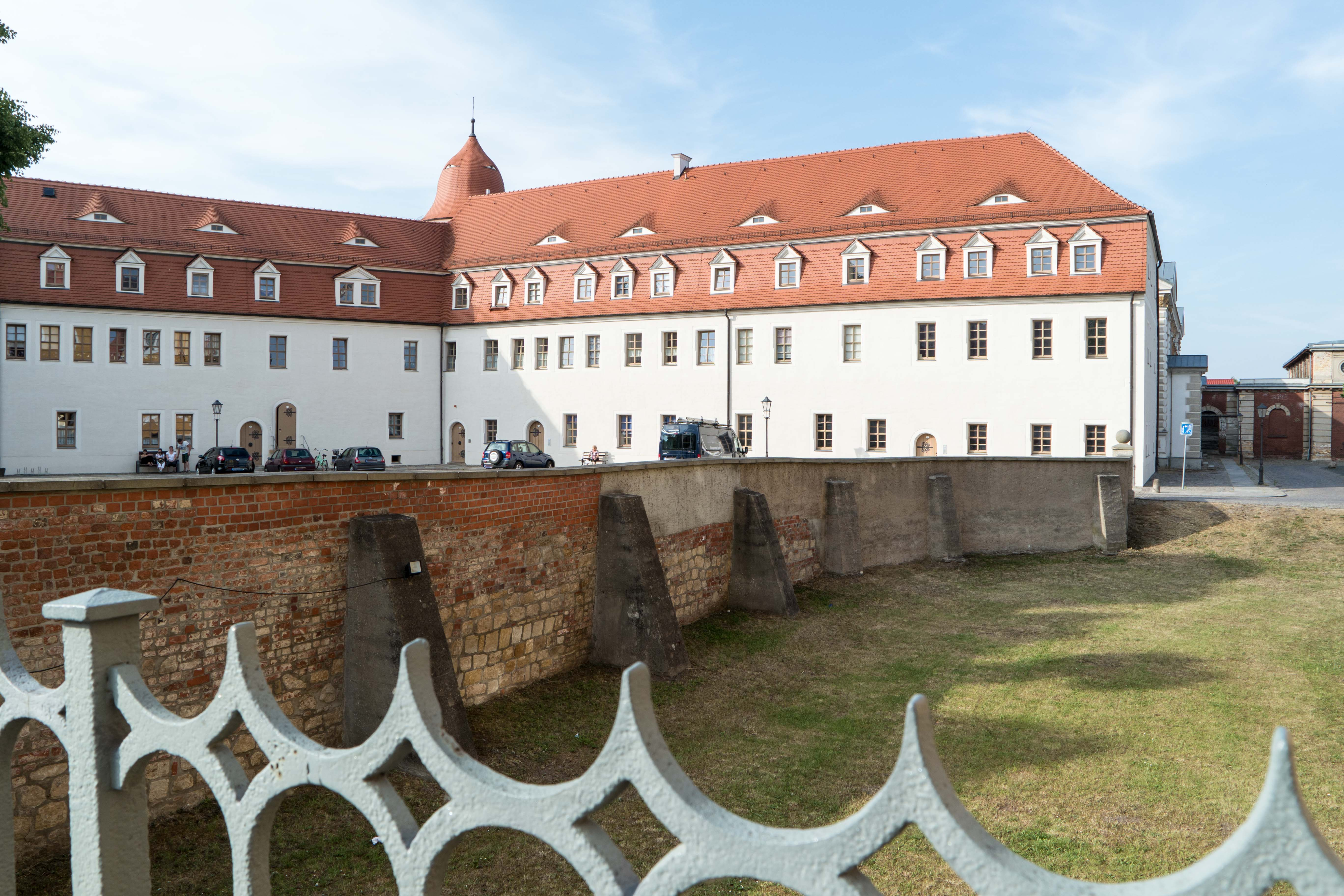
Vorderschloss
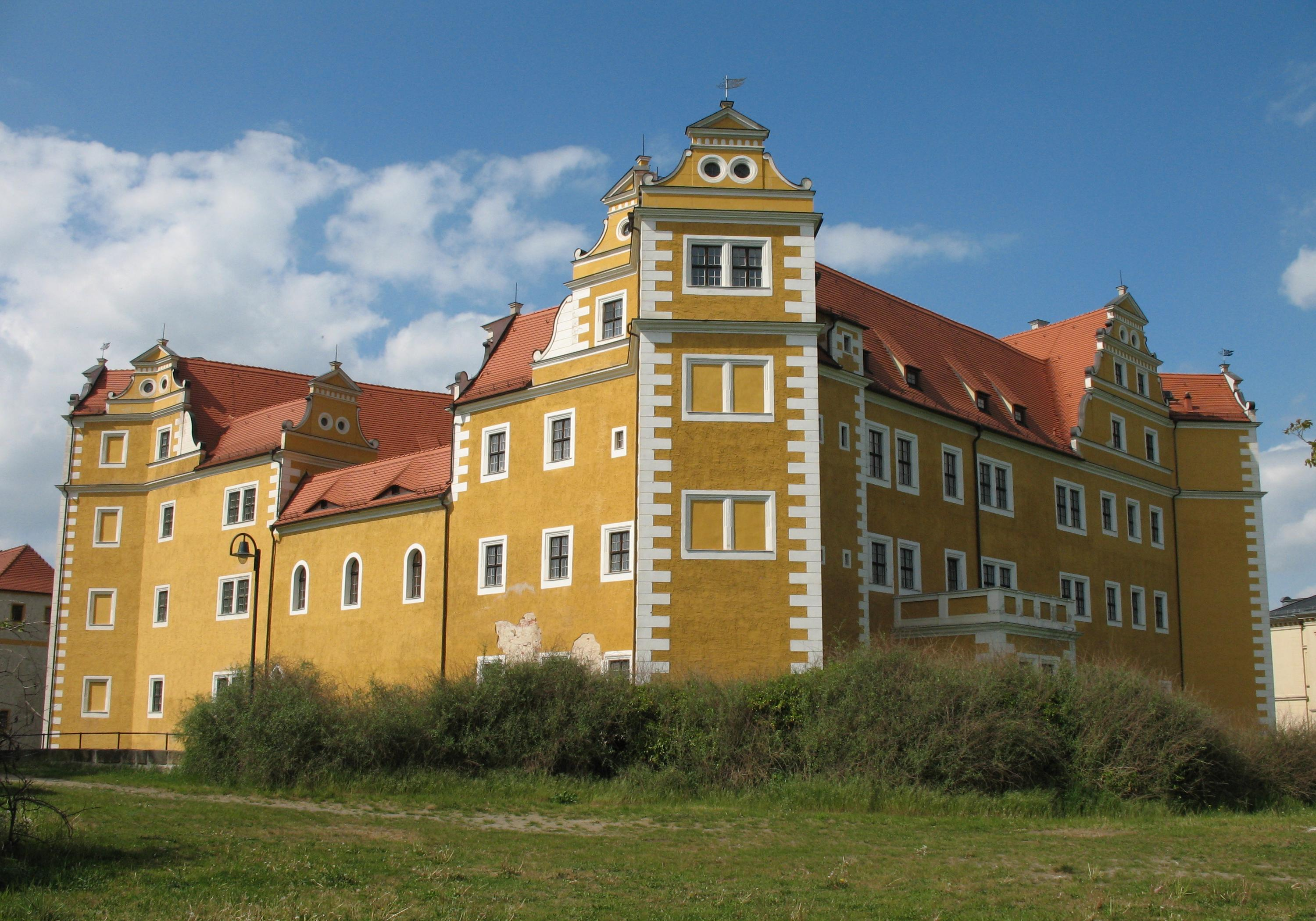
Hinterschloss